# Kulbeckia kulbecke
Kulbeckia kulbecke és una espècie de petits mamífers prehistòrics. És l'única espècie continguda al gènere monotípic Kulbeckia, dins de la família Zalambdalestidae.
K. kulbecke visqué en el que actualment és l'Uzbekistan i el Tadjikistan al Cretaci superior. Se n'han trobat ossos a la formació de Bissekti i la formació d'Aitim. El seu holotip és una molar M1 aïllada.
El 1997, quatre anys després que Lev Nessov descrigués l'espècie, es trobaren indicis que K. kulbecke podria ser el membre més basal de la família Zalambdalestidae. Una vegada es descobriren les similituds amb els zalambdalèstids, Kulbeckia, originalment classificada dins la seva pròpia família monotípica Kulbeckiidae, fou reclassificada per Archibald, Averiànov i Ekdale dins la família Zalambdalestidae.
En comparació amb zalambdalèstids més moderns, K. kulbecke era de mida petita. També tenia quatre incisives en lloc de tres i el diastema era petit o absent.